# Republiken Lucca
Republiken Lucca var en historisk stat i Italien som varade från 1160 till 1805 i den centrala delen av den italienska halvön.

## Historia

### Medeltiden
Inom Kungariket Italien hade staden Lucca varit ett residens för markgrevarna i Toscana. En viss autonomi beviljades 1084 i ett diplom som var utfärdat av kejsare Henrik IV under hans italienska kampanj under Investiturstriden med Gregorius VII. Efter att markgrevinnan Matilda av Toscana dog 1115 började staden bli en allt mer självständig stat, och erkändes officiellt av markgreven Welf VI år 1160. I nästan 500 år var Lucca en självständig republik.

### Renässansen och framåt
År 1408 var Republiken Lucca värd för konferensen som avslutade schismen i Kyrkostaten. Lucca hanterades först som en demokrati och sedan som en oligarki och fick behålla sin självständighet tillsammans med Venedig och Genua. Lucca var den tredje största italienska stadsstaten med republikansk konstitution och var det i århundraden tillsammans med de större staterna Venedig och Genua.

### Slutet

Republiken Luccas flagga år 1799 och 1800 till 1805

I februari 1799 invaderades Lucca av den andra koalitionen och de franska jakobinerna skapade en centraliserad republik med en demokratisk konstitution.
Republiken varade inte länge då den franska armén drog sig tillbaka år 1800 och republiken blev invaderad av den Habsburgska monarkin, som etablerade en provisorisk regering.
Fem månader senare återvände Frankrike och återerövrade Lucca och en ny konstitution författades. 

#### Napoleons furstendöme
År 1805 sammanslogs Republiken Lucca med Furstendömet Piombino för att bilda Furstendömet Lucca och Piombino på order av Napoleon. Han lät sin syster Elisa Bonaparte få styra furstendömet.

#### Efter Napoleonkrigen
Efter Wienkongressen blev Lucca ett hertigdöme som Hertigdömet Lucca. Det införlivades 1847 i Storhertigdömet Toscana.